# Hannoverscher Kanu-Club von 1921
Der Hannoversche Kanu-Club von 1921 (HKC) in Hannover ist ein vor allem auf die Sportboot-Sparte ausgerichteter eingetragener Verein, der von seinem eigenen Bootshaus am Maschsee aus unter anderem verschiedene Wettkampf-Sportarten anbietet. Der HKC ist Ausrichter des Drachenbootfestival Hannover und errang in seiner Geschichte zahlreiche internationale Erfolge.

## Geschichte
Als Gründer des Hannoverschen Kanu-Clubs von 1921 gilt der „Vater des Maschsees“, der Tischlermeister und Wassersportler Karl Thiele, der mit seiner Initiative „vermutlich den ersten Kanu-Club Deutschlands überhaupt“ begründete. Der heutige Name des HKC entstand im August 1933, als der damalige Hannoversche Kanu Verein von 1921, der älteste in Hannover auf diese Sportart ausgerichtete Verein, mit dem Hannoverschen Kanu Club von 1925 fusionierte.
Im Jahr 1956 verschmolz der HKC mit der nach dem Zweiten Weltkrieg gegründeten Kanu-Sportgemeinschaft Hannover (KSH) und konnte dadurch ein größeres Bootshaus am Maschsee nutzen.
1995 organisierte der HKC erstmals das Drachenbootfestival Hannover.